# Rhene ipis
Rhene ipis är en spindelart som beskrevs av Fox 1937. Rhene ipis ingår i släktet Rhene och familjen hoppspindlar. Inga underarter finns listade i Catalogue of Life.